# Boda

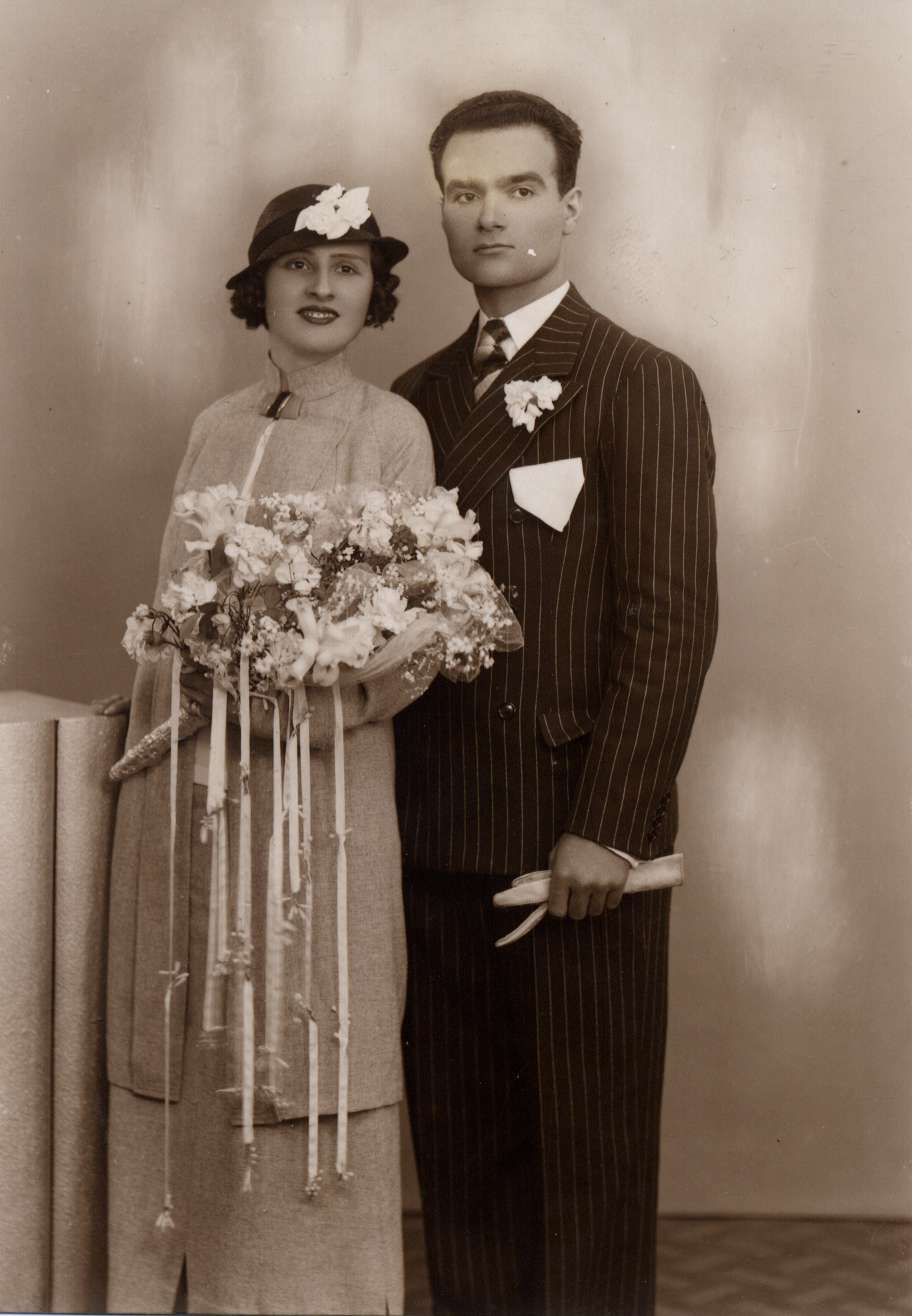
Boda en Barcelona el 27 de abril de 1935.

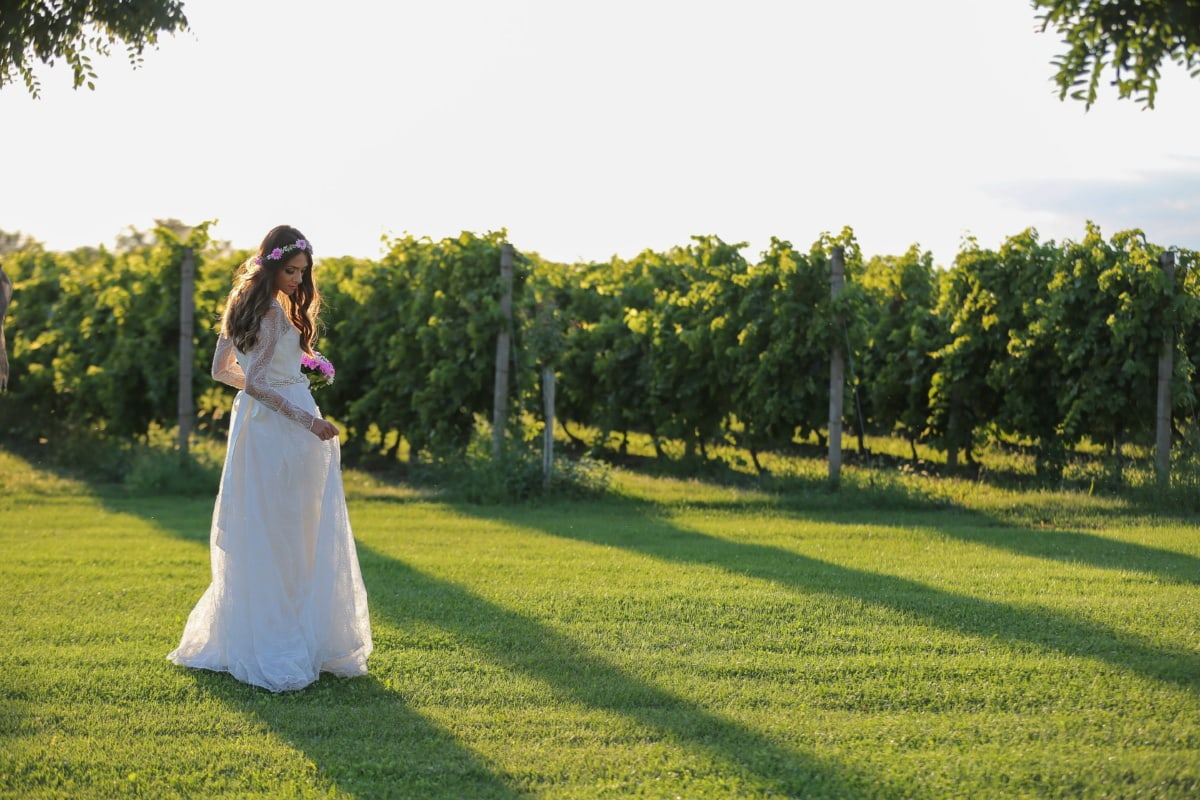
Boda en una bodega entre viñas

Boda, casamiento o nupcias son términos referidos a una ceremonia religiosa o civil, mediante la cual se celebra el comienzo del matrimonio. Generalmente una boda es un rito que formaliza la unión entre dos personas ante una autoridad externa que regula y reglamenta el procedimiento, el cual genera compromisos contractuales u obligaciones legales -según las legislaciones- entre las partes o contrayentes.
La ceremonia se compone de varias partes, que varían dependiendo del rito, las más comunes en el mundo occidental son: la presentación ante la autoridad (sacerdote, juez, alcalde, etc.), manifestación expresa de los novios por constituir la relación contractual y el intercambio de anillos. Tras el culto, suele celebrarse un convite. Sin perjuicio de ello, existen también ceremonias no convencionales para parejas que no desean o que no se encuentran en condiciones de acceder a una ceremonia tradicional (civil o religiosa).

## Tradiciones y supersticiones

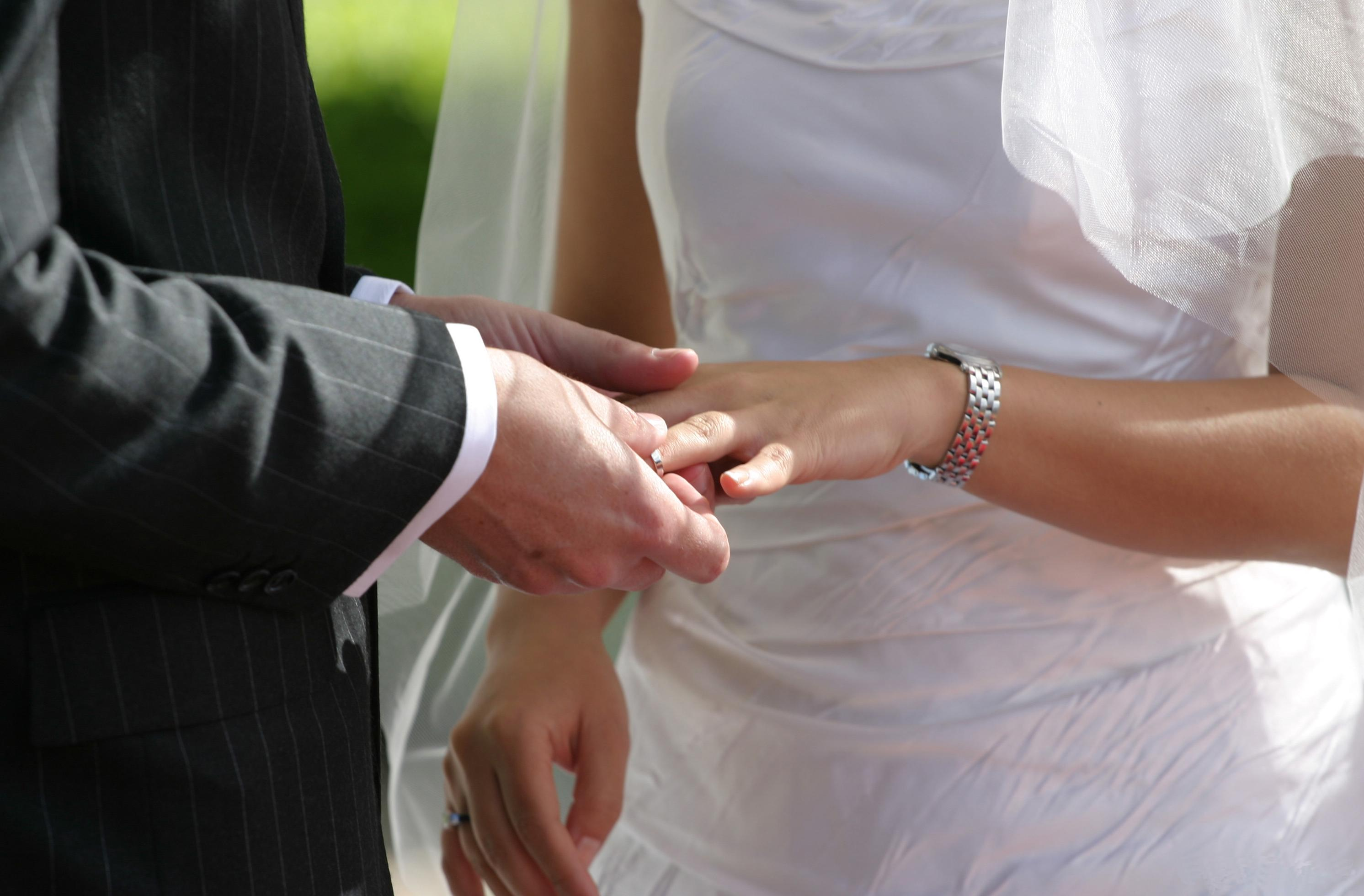
Intercambio de alianzas entre los novios.

Muchas son las tradiciones que sugieren lo que se debe hacer en cada etapa de un casamiento, desde su organización, la vestimenta y el festejo hasta el viaje de novios o luna de miel. Aunque hoy en día en occidente están cambiando muchas de estas costumbres, siguiéndose en muchos casos únicamente algunos de ellos.
Las supersticiones que rodean a la celebración de un matrimonio tienen los más diversos orígenes y fundamentos, estos son algunas de ellas, aunque cada una es seguida únicamente en algunas partes del mundo. 

### Creencias populares

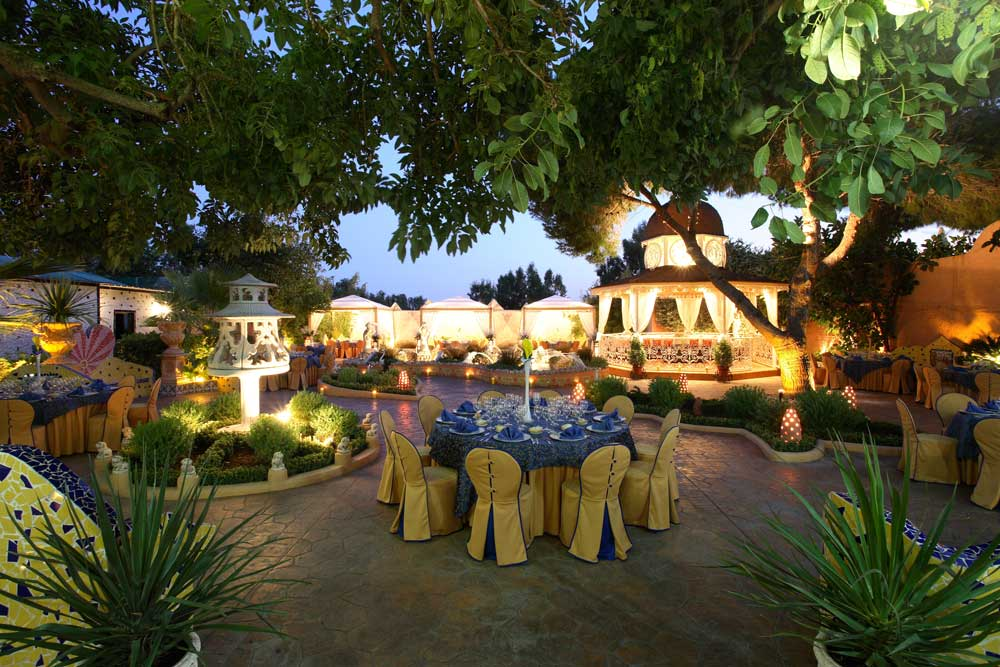
Salón de bodas

"Algo viejo, algo nuevo, algo prestado o usado y algo azul el baile del billete". Durante la supersticiosa Edad Media se decía que en la boda era de buena suerte usar:
- algo viejo, que simbolizara la conexión de la novia con su pasado y representaba la continuidad de su matrimonio (solía ser alguna joya de la familia);
- algo prestado, que se refería a la creencia de que la felicidad se podía atraer usando algo de una amiga que fuera feliz. Lo prestado simbolizaba la amistad, el obtener la felicidad por préstamo (solía ser una joya o simplemente un pañuelo);
- algo nuevo, porque producía esperanza por un futuro óptimo;
- algo azul, ya que ese color representaba la fidelidad de los contrayentes (solía ser la liga en la pierna de la novia; en los Estados Unidos la liga azul de blonda era considerada un símbolo de virginidad).

En pueblos supersticiosos de la Edad Media (y también en la familia real inglesa actual), aunque la pareja ya viviera junta, la noche antes de la boda debían pasarla cada uno en su casa o en casa de sus respectivos padres.
Desde tiempos remotos, para alejar a los malos espíritus es costumbre hacer fuertes ruidos (por ejemplo, en China se hacen explotar bombas de estruendo).
El tirar arroz (u otros granos) después de la ceremonia de la iglesia representaba la semilla, la descendencia.

### Simbología nupcial

#### Vestimenta

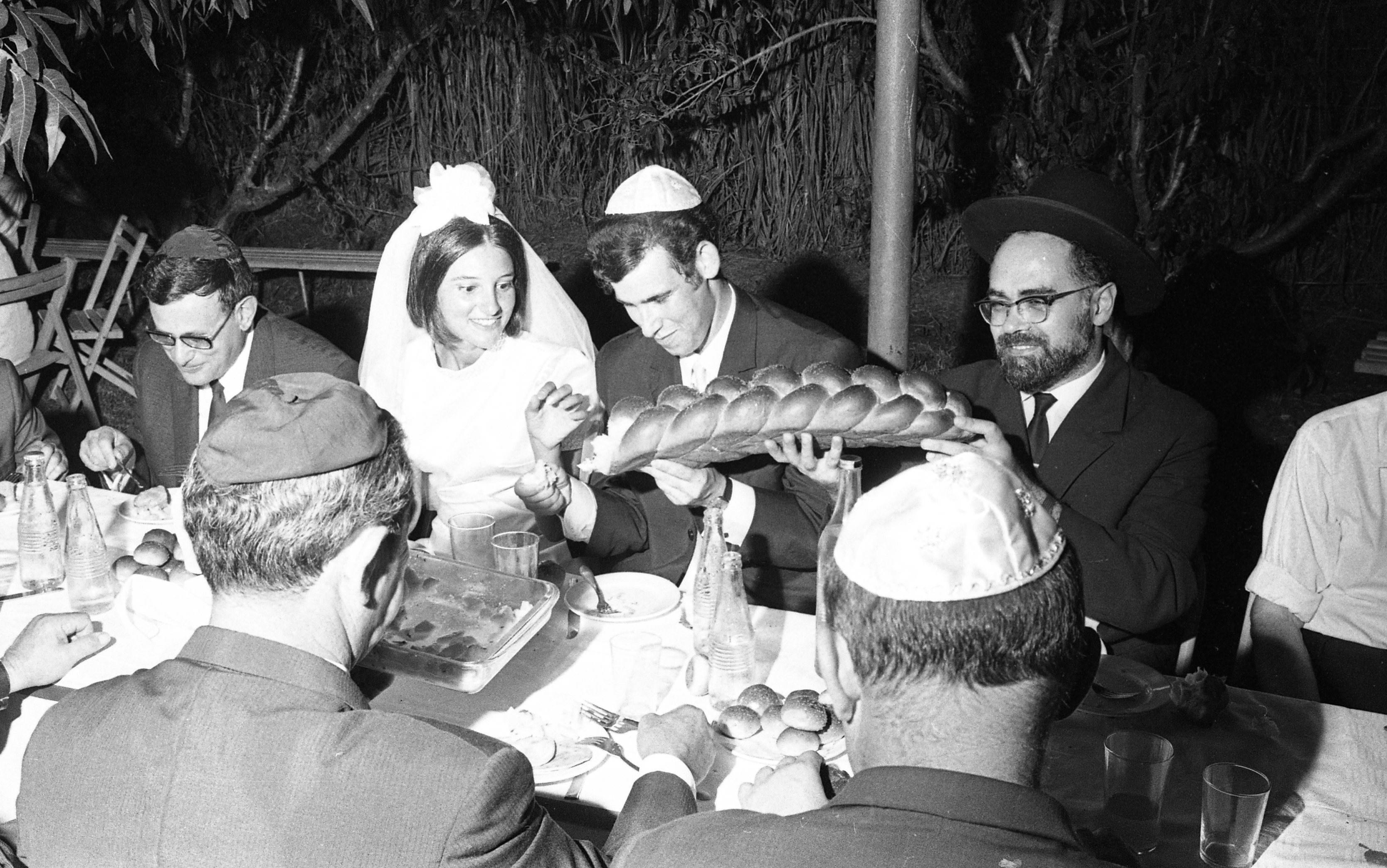
Cena de boda tradicional judía en Israel 1969

El novio y la novia deben ponerse una moneda en sus respectivos zapatos para atraer la buena fortuna. Sin embargo, según las creencias hindúes, existe un lugar en el infierno reservado a quien ultraja de esa manera a Lakshmī, la diosa de la fortuna (representada por las monedas).
El novio no debe ver a la novia ni a su vestido antes de la ceremonia. El novio debe llevar la corbata correctamente puesta, ya que si la lleva torcida significa que le sería infiel a la novia. La indumentaria juega un papel importante para los invitados a la boda, según, los invitados no pueden ir de color negro a la ceremonia, ya que este color se usa en eventos del tipo funerarios; otro color que puede no ser usado es el blanco, ya que se acostumbra que sea la novia quien vista de este color.

#### Color del vestido de novia

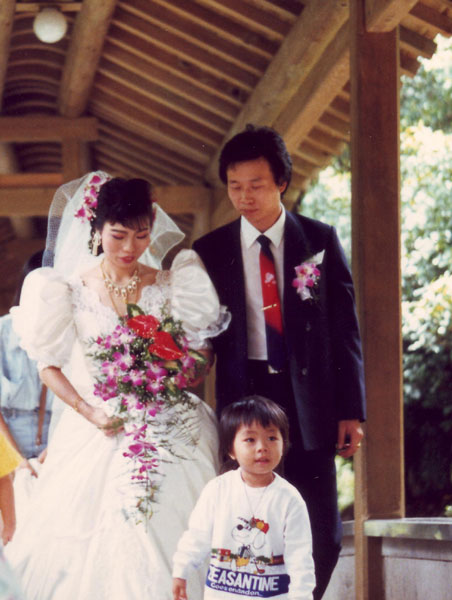
Boda de una pareja en Taiwán, vestidos al estilo occidental.

El color del vestido de novia representa una tradición:
- El blanco es la asociación popular, pero en su origen el color blanco del vestido de la novia era un símbolo de poder económico y de estatus social, ya que el poder obtener un vestido blanco con las características típicas del vestido de novia, es decir, mucha tela, calidad, adornos y demás, valía mucho y por ende no era fácil de conseguir.

- El amarillo —que es común en muchos países como Estados Unidos e Inglaterra— se identifica con el dios del amor y la abundancia.

- El rojo cuando la novia no es virgen.

Realmente puede utilizarse cualquier color excepto el negro (que se utiliza como prenda de luto). Sin embargo si se trata de una boda según los esquemas de lo gótico, englobados en aquella subcultura y el misticismo oscuro, podría ser válida puesto que la pareja tiene intereses en común en dicho estilo.

#### Tocado
La tradición de que la novia utilice tocado el día de su casamiento tiene su origen en la antigüedad, época en que se acostumbraba a las mujeres a llevar una guirnalda de flores.

#### Velo
Originalmente, la novia usaba el velo como símbolo de juventud. Las novias católicas lo utilizan como símbolo de pureza. Debido a esto, en ocasiones la novia lo elige de dos capas, para llegar al altar velada y que el novio la desvele cuando le es entregada por su padre o algún familiar cercano si este ha fallecido (como un abuelo).
En la cultura occidental es una costumbre que el velo de la novia y el vestido sean blancos, pero esto no siempre ha sido así. En algunos lugares se han utilizado, para el velo, los colores amarillo, azul y negro en honor a algunas personas o dioses:
- Amarillo: Virginidad mantenida.
- Azul: la Virgen María.
- Negro: una nueva boda después de haber enviudado.

#### Pañuelo de la novia

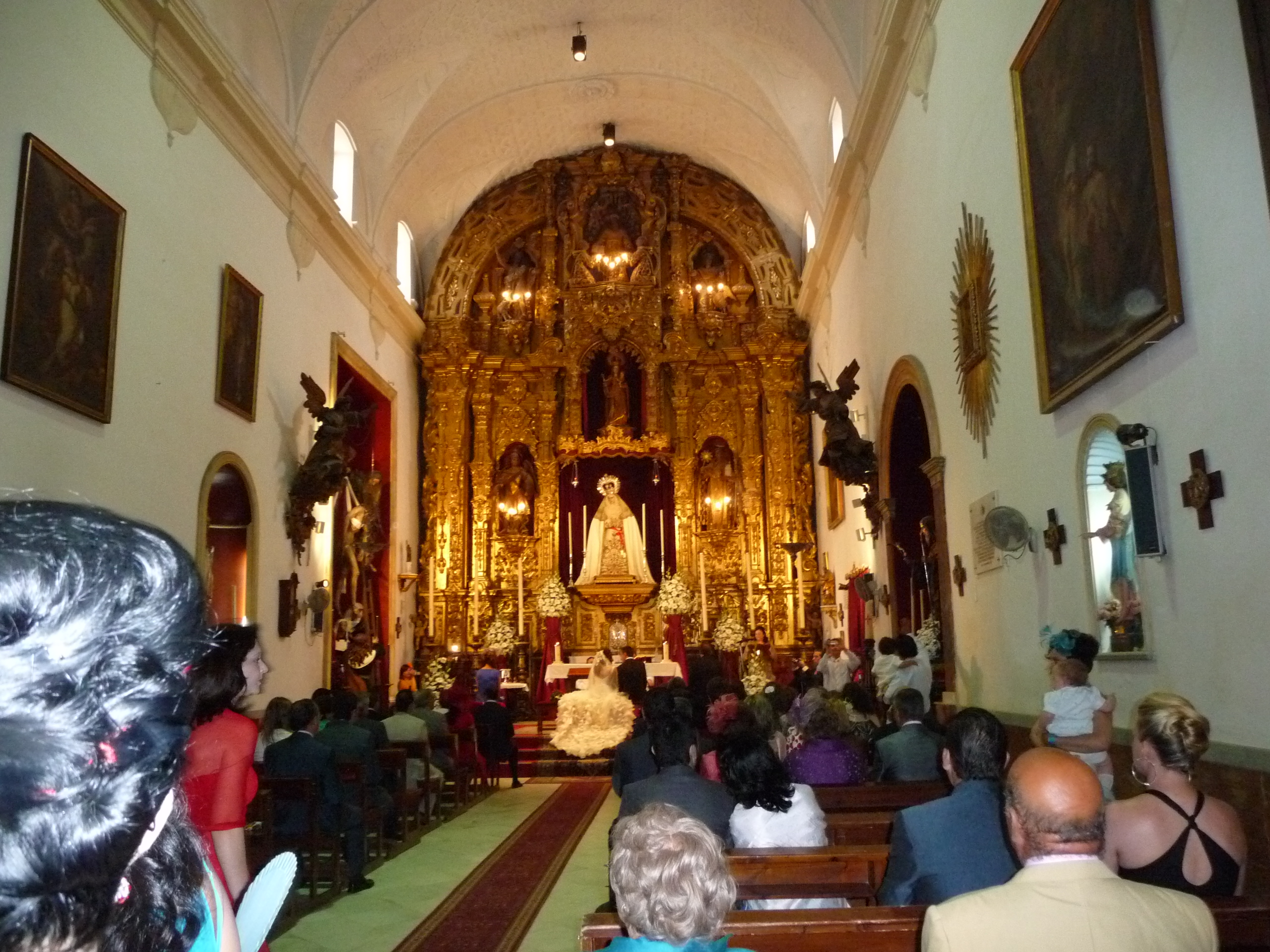
Boda católica.

Antiguamente los granjeros europeos creían que las lágrimas en una boda representaban buena suerte y que haría que lloviera en abundancia sobre los campos. Años más tarde se mantenía la creencia de que si la novia lloraba en día de su casamiento no volvería a hacerlo durante toda su vida.

#### Ramo

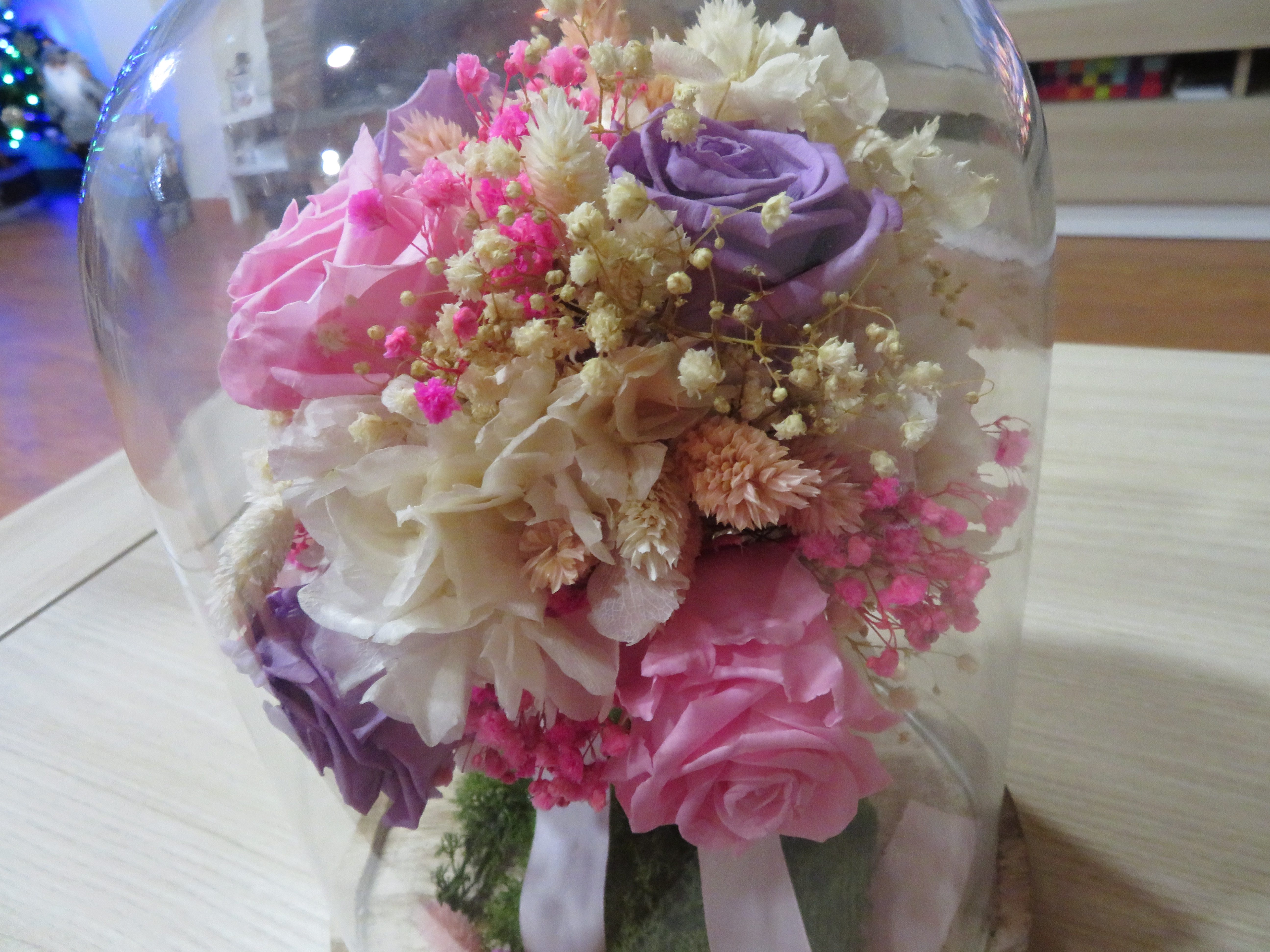
Ramo de novia.

Las flores representan emociones y mérito; conllevan un mensaje de fertilidad, florecimiento y generosidad. La superstición dice que la afortunada que atrapa el ramo de la novia tendrá suerte y será la próxima en casarse.
Anillos de boda
Los anillos de boda son una tradición que se remonta a la Roma antigua. Un intercambio de anillos entre la pareja durante la ceremonia nupcial, como símbolo de amor, que se llevará durante todo el matrimonio. Generalmente, en los anillos se graban los nombres o la fecha del casamiento.

#### Alfombra roja
La alfombra roja que se coloca en la iglesia a la entrada del cortejo, representa honor y respeto. Los pétalos que los pajes avientan abriéndole camino a la novia simbolizan un futuro dulce y pleno.

#### Dama de honor

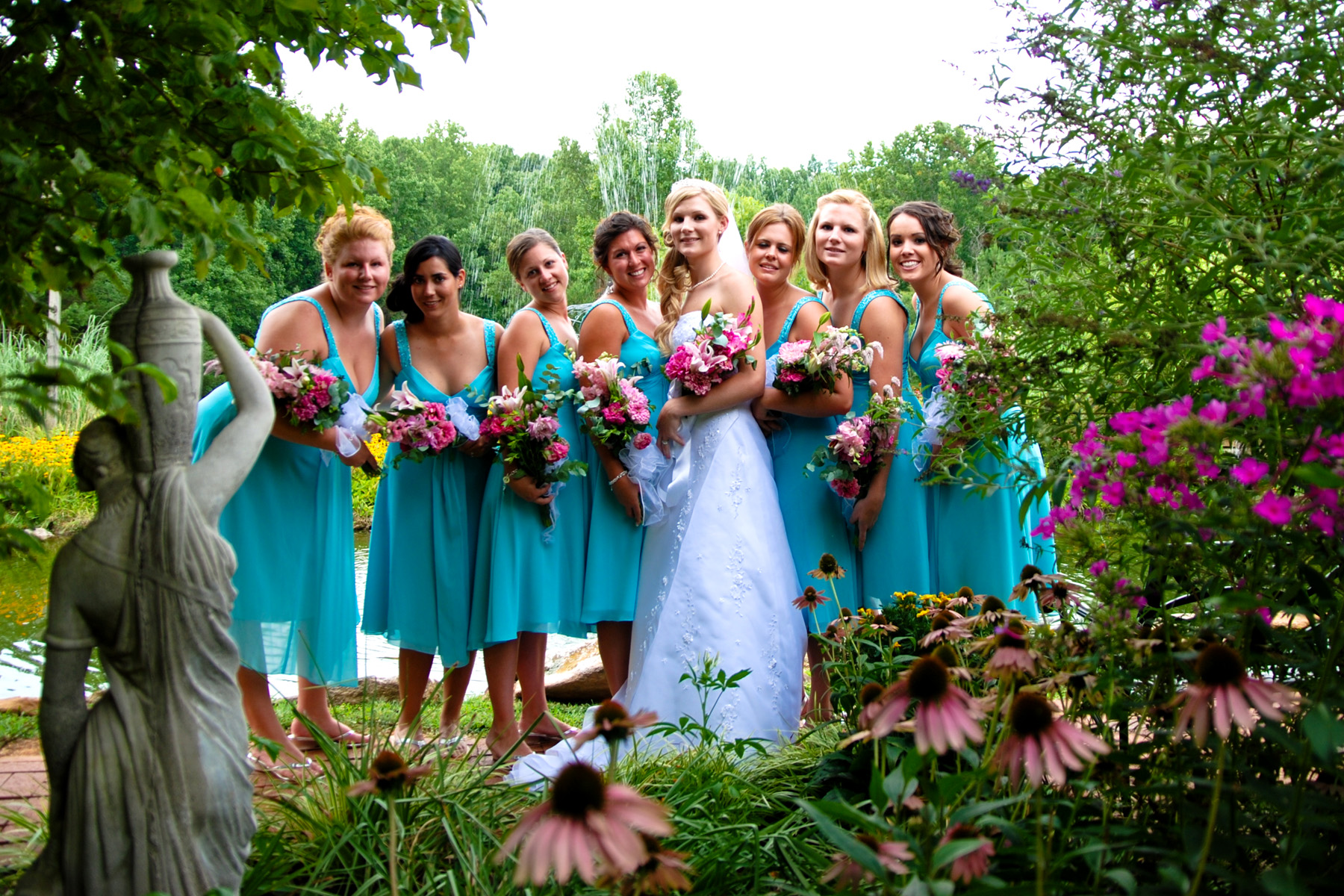
Novia con sus damas de honor.

La mayoría de las religiones en el mundo dentro de sus prácticas rituales de la ceremonia nupcial, incluyen la figura de la dama de honor, una niña generalmente menor de 12 años con un vínculo sanguíneo directo con la novia, quien es la encargada de abrir el séquito y acompañarla hasta el altar. En algunas ocasiones está acompañada de un padre
Generalmente cuando no existe una niña en la familia de la novia que cumpla con estas características se recurre a otra niña más alejada en el nivel sanguíneo o simplemente a una infante externa a la familia. 
Para algunas comunidades Hindúes es un mal agüero o de mala suerte que la dama de honor no sea un familiar con vínculo sanguíneo directo. Esta creencia es la que dio vida al rito de chamaya pernikahan (Maquillaje de Matrimonio) por medio del cual se transforma un niño varón en Dama de Honor, evitando de esta forma que la mala suerte caiga sobre la pareja de esposos, al tiempo que reciben la bendición de Bhagavathy - la Diosa Hindú de la Feminidad.
Este fenómeno ha sido también identificado en Occidente y es reconocido mediante el término flower boy (traducido directamente del inglés como chico o niño de las flores) utilizado por primera vez por el antropólogo Erin Malvert el 22 de noviembre de 2003 durante una ponencia en el congreso internacional de Antropología en la ciudad de Atenas - Grecia. En la cultura occidental, este es un fenómeno cultural espontáneo y no sistemático identificado por diversos estudios antropológicos, el cual consiste en asignar a un niño varón el rol de dama de honor cuando no existe una niña en la familia de la novia que pueda asumir este menester durante una ceremonia de matrimonio. Si bien este término no ha sido aceptado oficialmente por la comunidad científica se utiliza frecuentemente como denominación de referencia ante la ausencia de un término más preciso.

## Estilos de boda

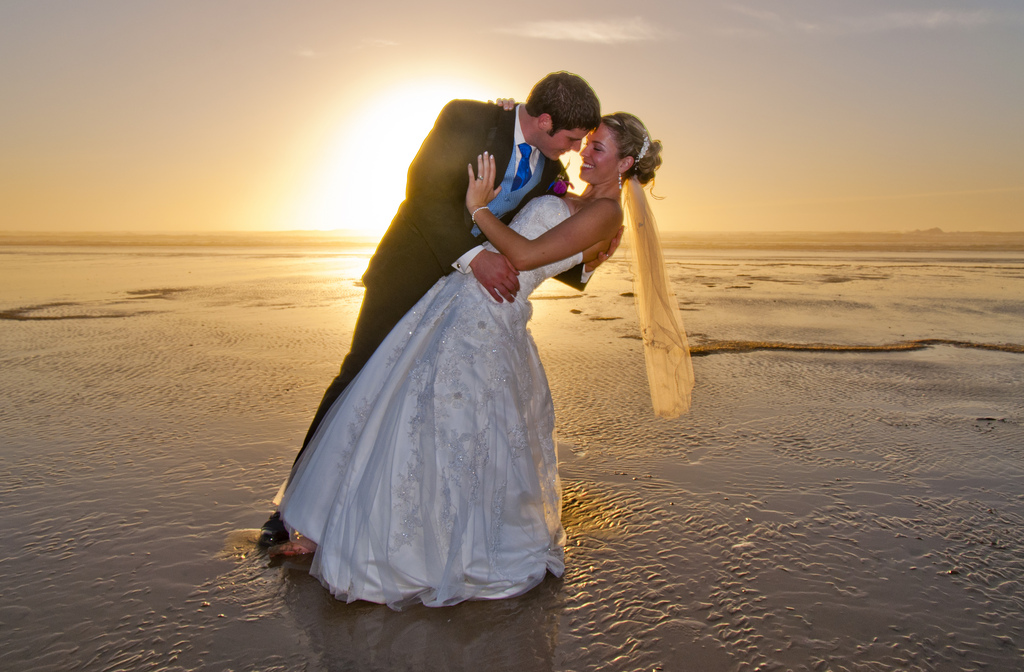
Casamiento en la playa

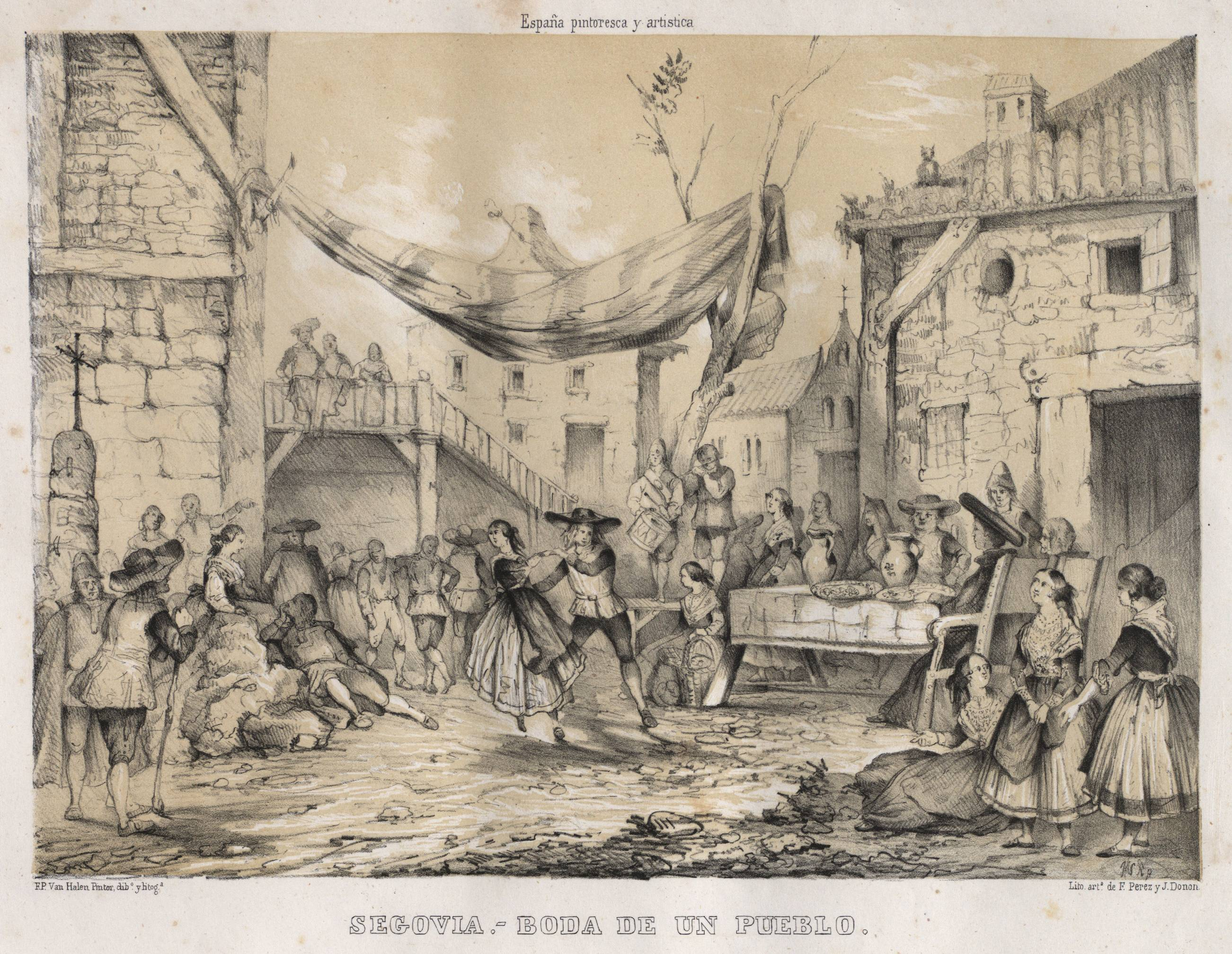
Boda en un pueblo segoviano a mediados del

Cada vez son más los novios que huyen de una celebración típica y quieren que el día de su casamiento refleje su personalidad. En ese sentido han ido apareciendo diferentes estilos de boda que han servido para dar un aire más personal a las celebraciones:
- Boda rústica: se suele celebrar en un entorno rural y la ceremonia es al aire libre, aprovechando la naturaleza. Toda la decoración utiliza materiales naturales (maderas...) y espacios típicos de un entorno rural: pajares, prados... Los invitados suelen ir elegantes pero informales.

- Boda marina: es cada vez más habitual ver unos novios casarse en plena playa. Aunque para ello deberás pedir permiso a tu ayuntamiento, son bodas realmente bonitas. Suelen estar inspiradas en tonos blancos y azules y los invitados acompañan la ceremonia con trajes y vestidos amplios y de colores claros o blancos completamente.

- Boda industrial: una tendencia que últimamente se está poniendo de moda es la boda industrial. Celebrada en, por ejemplo, una nave industrial vacía, se decora con pocos elementos pero muy industriales como letras luminosas gigantes, carteles de metal y piezas típicas de almacén o fábrica como puede ser una báscula industrial.

- Boda nórdica: el estilo nórdico, cada vez más demandado, nos propone una boda en un ambiente muy neutro pero con detalles realizados con materiales naturales como la madera. Suelen ser bodas en tonos muy claros y que respiran una estética muy limpia.
- Boda de época: La primera mitad del siglo XX siempre ha despertado el interés de muchos, sobre todo por los trajes y vestidos de los años 1920 y 1950, el ambiente festivo y bohemio, los coches clásicos, la música rock, el swing, etc. Este tipo de nupcias suelen ofrecerse en diferentes ambientes y salones, recibiendo a los invitados bien en salas de estilo victoriano o en jardines con fuentes y decoración vintage, como carteles antiguos o coches de época.

## Regalos

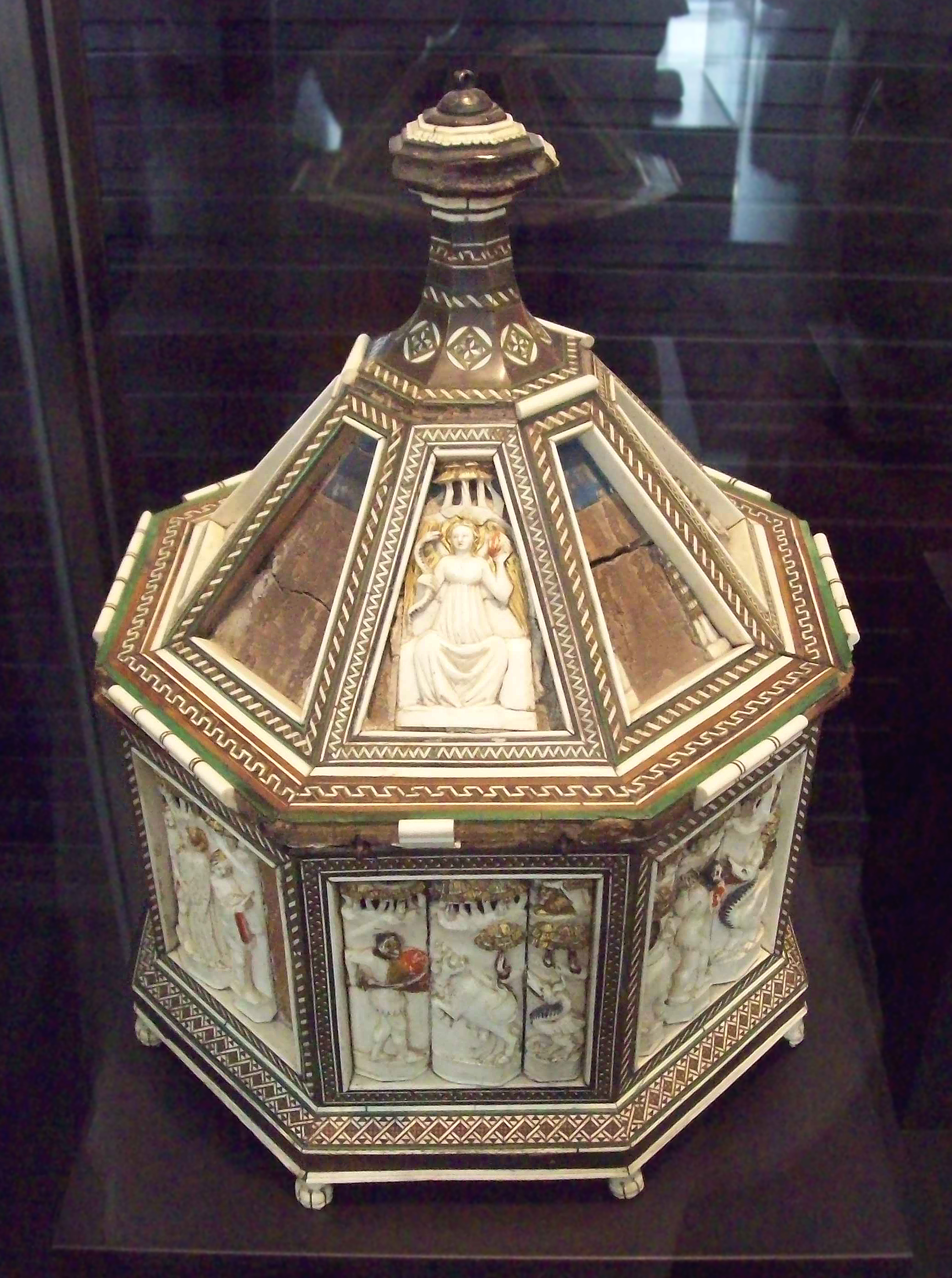
Cofre de bodas del.

Tradicionalmente en las diferentes culturas del mundo es costumbre regalar a la pareja de novios diversos tipos de presentes como muestra de complacencia social y júbilo; estos pueden ser en forma de objetos, vivencias o, incluso, dinero.
Los regalos que se entregan a la pareja de novios generalmente son tendientes a facilitar su nueva incorporación a la vida marital, razón por la cual es común que se obsequien utensilios para el hogar.
En la actualidad se ha vuelto popular la creación de listas de regalos de boda con el fin de facilitar a los invitados y a la pareja la selección de los regalos, la cual permite asegurar en cierta medida que la pareja recibirá regalos que realmente le serán de utilidad. Esta modalidad es utilizada principalmente en países industrializados y es promovida por comercios especializados. De la misma manera, con la llegada generalizada de internet a los hogares, cada vez son más las empresas y webs especializadas que ofrecen un servicio de lista de bodas en línea. El objetivo es facilitar al máximo a los invitados acertar con el obsequio que hagan a los novios gracias a la creación por parte de los novios de una lista de bodas en un perfil privado de la web que está accesible a todos sus invitados en todo momento, algo que evita también la repetición de regalos por parte de los invitados, al saber cada uno de ellos qué obsequios de la lista están aún sin comprar. Con la llegada de los teléfonos inteligentes, se han creado aplicaciones para hacer la lista de boda desde el teléfono y se puede hacer desde una foto hasta un regalo que les guste a los novios y subirla a su lista de boda en línea hasta comprarlo en diferentes monedas o enviar agradecimientos personalizados tras el casamiento a todos los invitados. Esta aplicación permite también que los amigos de los novios suban a la web de la pareja todas las fotos que han hecho durante el día de las nupcias.

### Regalos en el aniversario de bodas
Con una tradición originaria de la Alemania medieval, en cada aniversario de bodas se acostumbra a obsequiar un regalo de cierto material. Se entiende que esa lista fue creada como un detalle de práctica, ya que así era muy simple comprar un objeto, ya que solo se debía mirar la lista y contar los aniversarios de matrimonio.

## Marcha nupcial
La marcha nupcial es un himno que tradicionalmente se reproduce al momento de la novia ingresar al altar o lugar de la ceremonia. Su uso está extensamente masificado en países de occidente. 
El autor de la Marcha nupcial fue Felix Mendelssohn y la obra forma parte de El sueño de una noche de verano, escrita en 1826 a partir de la obra homónima de William Shakespeare. La tradición de tocar la marcha nupcial comenzó con la boda de la princesa Victoria de Sajonia-Coburgo-Gotha con el príncipe Federico III de Alemania. Victoria, gran aficionada a la música, eligió ella misma las dos marchas que iban a sonar en su boda: la Marcha nupcial de Mendelssohn y la Marcha nupcial de la ópera Lohengrin de Wagner. Desde entonces, esta tradición se ha convertido en una de las más seguidas.
También puede ser utilizada como marcha nupcial la compuesta por Mozart, que aparece en su ópera Le nozze di Figaro. Aunque es muy poco frecuente, muchos novios la prefieren para su celebración debido al carácter más alegre de su melodía. Por otra parte, el propio hecho de que esta sea menos frecuente es un aliciente que atrae a no pocas parejas.

## Curso prematrimonial
Para matrimonios católicos y también protestantes/evangélicos, muchas veces es requisito participar en un curso matrimonial. 
Estos cursos son guiados por sacerdotes católicos (o pastores protestantes/evangélicos) y parejas de esposos que colaboran como voluntarios orientando a los novios - a través de un encuentro periódico, en algunos casos los fines de semana-, evaluando la relación de los novios frente al matrimonio y a los compromisos y responsabilidades que adquirirán al casarse y formar su nueva vida matrimonial y familiar.

## Momentos más propicios para el casamiento
- En la Edad Media las novias trataban de casarse la noche de luna llena porque creían que serían bendecidas con fertilidad y abundancia económica.

- Los lunes eran considerados días buenos para casarse, porque desde la Europa prerromana el lunes era el día de la Luna, la diosa madre. Esa tradición luego la tomarían los romanos.

- El refrán en martes ni te cases ni te embarques (en algunos lugares en martes ni te cases ni te embarques, ni de tu casa te apartes) proviene de la Antigua Roma. Marte era el dios de la guerra, por lo que los romanos pensaban que el martes (el día dedicado a ese dios) era un día propicio para desgracias, catástrofes y sangre. Entonces, para tener una convivencia pacífica se prohibió viajar y casarse un día martes.

- El viernes era el día consagrado a Venus, la diosa de la belleza y el amor. Ella se encargaría de que el cariño de los novios fuera duradero.

- El domingo era un día bendito en la Europa prerromana, pues era el día consagrado al dios Sol. Los romanos lo llamaron domínicum, por dómine, señor, 'dominador', dios). Se suponía que el dios Sol derramaría salud, alegría y abundancia sobre los esposos.

- No había que casarse en enero (época de muchísimo frío y carestía en Europa), ya que tendrían escasez económica todo el resto de su vida. Esta superstición se basa en la creencia de que la época en que se genera un proyecto influye en su desarrollo.[4]

## Expresiones relacionadas
- No hacer boda dos casas; no casar bien entre sí no ser mutuamente proporcionadas, como dos personas que no congenian, etc.
- A boda ni a bautizo no vayas sin ser llamado: ninguno debe meterse donde no lo llaman, así como no debe asistir a donde no le convidan.
- De tales bodas, tales costras o tortas; los que andan en malos pasos no pueden tener buen fin;
- Lo que no viene a la boda, no viene a toda hora; lo que prometen los suegros, si no se cumple antes del casamiento, se cobra después con dificultad o en los tres plazos de tarde, mal y nunca.
- Ni boda pobre, ni mortuorio rico; ordinariamente se ponderan los caudales más de lo que son en realidad al tiempo de celebrarse los casamientos, y se disminuyen al de la muerte.
- No hacerse la boda de horros, sino de buenos ducados redondos o de buenos bollos redondos; no se hacen las cosas grandes o difíciles a poca costa y sin desembolsos considerables.
- No hay boda sin doña toda; se dice satírica o irónicamente de algunas señoras que se cuelan en todas las fiestas, aunque sean privadas o particulares y puramente de familia
- Quien bien baila, de boda en boda se anda; el que presume de alguna gracia o habilidad, procura manifestarla a todos y halla medio de lucirla en todas partes.
- Quien se ensaña en la boda, piérdela toda; refrán que censura la inconsideración de los que mueven algún disgusto o alboroto en la diversión
- Si de esta escapo y no muero, nunca más bodas al cielo, o a las bodas de arriba no vuelvo; si salgo de este inminente peligro, no me expondré a otro riesgo en que aventure la vida[13]
- En martes, ni te cases ni te embarques; en la mitología latina, el martes estaba consagrado a Marte, el dios de la guerra, y se consideraba día de mal agüero para emprender algo importante.